# Njudung-Östra Värends kontrakt
Njudungs-Östra Värends kontrakt är ett kontrakt i Växjö stift inom Svenska kyrkan i Kronobergs län.
Kontraktskoden är 0612

## Administrativ historik
Kontraktets bildades 2020 av större delen av Njudungs kontrakt och större delen av Östra Värends kontrakt. Kontraktskoden övertogs från Njudungs kontrakt. Samtidigt tillkom Ekenässjöns församling som då utbröts ut Vetlanda församling.
2021 uppgick församlingarna i Lessebo-Hovmantorps pastorat i Lessebo församling, som därefter är ett eget pastorat.

## Kontraktsprostar
| Ämbetstid | Namn                | Levnadstid | Övrigt                          |
| --------- | ------------------- | ---------- | ------------------------------- |
| 2025      | Katarina Toll Koril |            | Kyrkoherde i Vetlanda pastorat. |